# 柏女霊峰
柏女 霊峰（かしわめ れいほう、1952年6月16日 - ）は、日本の教育心理学・児童福祉学者、浄土真宗僧侶、淑徳大学教授。臨床心理士、日本子ども家庭総合研究所子ども家庭政策研究担当部長、社会保障審議会臨時委員・社会的養護専門委員会委員長、東京都児童福祉審議会専門部会長、石川県顧問、浦安市専門委員など。

## 来歴
福岡県生まれ。1976年東京大学教育学部教育心理学科卒業。千葉県児童相談所心理判定員。1986年厚生省児童家庭局企画課、1991年児童福祉専門官。1994年淑徳大学社会学部助教授、1997年総合福祉学部教授。

## 著書
- 『現代児童福祉論』誠信書房 1995
- 『児童福祉改革と実施体制』ミネルヴァ書房 1997
- 『児童福祉の近未来 社会福祉基礎構造と児童福祉』ミネルヴァ書房 ニューウェーブ子ども家庭福祉 1999
- 『養護と保育の視点から考える子ども家庭福祉のゆくえ』中央法規出版 2001
- 『子育て支援と保育者の役割』フレーベル館 2003
- 『こころの道標 浄土の真宗』ミネルヴァ出版企画 2005
- 『次世代育成支援と保育 子育ち・子育ての応援団になろう』全国社会福祉協議会 2005
- 『子ども家庭福祉・保育のあたらしい世界 理念・仕組み・援助への理解』生活書院 2006
- 『子ども家庭福祉サービス供給体制 切れめのない支援をめざして』中央法規出版 2008
- 『子ども家庭福祉論』誠信書房 2009
- 『子ども家庭福祉・保育の幕開け 緊急提言平成期の改革はどうあるべきか』誠信書房 2011

### 共編著
- 『新しい子ども家庭福祉』山縣文治共編著 ミネルヴァ書房 ニューウェーブ子ども家庭福祉 1998
- 『社会福祉用語辞典 福祉新時代の新しいスタンダード』山縣文治と編集代表 ミネルヴァ書房 2000
- 『新時代の保育サービス 親と子のウエルビーイングをめざして』山本真実共著 フレーベル館 21世紀保育ブックス 2000
- 『保育用語辞典 子どもと保育を見つめるキーワード』森上史朗共編 ミネルヴァ書房 2000
- 『子ども虐待 教師のための手引き』監修・編著 時事通信社 2001
- 『児童虐待とソーシャルワーク実践』編著 ミネルヴァ書房 ニューウェーブ子ども家庭福祉 2001
- 『家族援助論』山縣文治共編 ミネルヴァ書房 保育・看護・福祉プリマーズ 2002
- 『市町村発子ども家庭福祉 その制度と実践』編著 ミネルヴァ書房 ニューウェーブ子ども家庭福祉 2005
- 『児童福祉基本法制』全20巻 網野武博,新保幸男共編 日本図書センター 児童福祉文献ライブラリー 2005‐06
- 『これからの保育者にもとめられること』網野武博,無藤隆,増田まゆみ共著 ひかりのくに 2006
- 『児童養護』全20巻 網野武博, 新保幸男共編 日本図書センター 児童福祉文献ライブラリー 2007‐08
- 『保育者の保護者支援 保育指導の原理と技術 新保育所保育指針・幼稚園教育要領対応』橋本真紀共著 フレーベル館 2008
- 『子ども家庭福祉の新展開』網野武博共編著 前橋信和,尾木まり,才村純, 加藤博仁著 同文書院 保育・教育ネオシリーズ 2009
- 『社会福祉援助技術 保育者としての家族支援』伊藤嘉余子共編著 樹村房 保育・教育実践テキストシリーズ 2009
- 『児童福祉 子ども家庭福祉と保育者』伊藤嘉余子共編著 樹村房 保育・教育実践テキストシリーズ 2009
- 『事例でわかる!保育所保育指針・幼稚園教育要領 保育実践への具体的な活かし方』橋本真紀,無藤隆,神長美津子共編著 第一法規 2009
- 『保護者支援スキルアップ講座 保育者の専門性を生かした保護者支援-保育相談支援(保育指導)の実際』監修・編著 橋本真紀,西村真実編著 高山静子,山川美恵子,水枝谷奈央執筆 ひかりのくに 保カリbooks 2010
- 『保育相談支援』橋本真紀共編著 ミネルヴァ書房 新・プリマーズ/保育　2011
- 『子どもの養育・支援の原理 社会的養護総論』澁谷昌史共編集 明石書店 Seriesやさしくわかる社会的養護 2012